# 337166 Ivanartioukhov
337166 Ivanartioukhov este o planetă minoră (asteroid) din centura de asteroizi. A fost descoperită pe 1 noiembrie 1999 la Uccle de Eric Walter Elst. 
Obiectul prezintă o orbită caracterizată de o semiaxă mare de 2,644976091641 UAi, o excentricitate de 0,27, o înclinație de 11,6 ° în raport cu ecliptica.